# SK Slovan Wien
Sportklub Slovan Wien is een Oostenrijkse voetbalclub uit het Weense stadsdeel Penzing. Tegenwoordig speelt de club als SK Slovan-HAC in de Wiener Oberliga-A (5de klasse). De succesjaren van de club speelden zich af in de jaren tussen de Eerste Wereldoorlog en de Tweede Wereldoorlog toen 9 seizoenen in de hoogste klasse gespeeld werden.

## Geschiedenis

### Beginjaren, hoogste klasse en bekerfinale
SK Slovan werd op 11 januari 1902 opgericht en nam de clubkleuren groen-wit aan. De club was een verderzetting van de Vereinigung tschechischer Sportfreunde in Wien opgericht in 1898 door de Tsjechische minderheid in Wenen, op dat moment behoorde Tsjechië nog tot het keizerrijk Oostenrijk-Hongarije. In 1915 promoveerde de club naar de 2de klasse en bleef daar een aantal jaren spelen. De titel werd net gemist in 1922 toen Slovan gelijk eindigde met Wiener AC en Germania Schechat, maar op grond van een slechtere winst/verlies-verhouding niet promoveerde. Het volgende seizoen werd de club wel kampioen en had zelfs een voorsprong van 10 punten op de nummer 2.
Het eerste jaar in de hoogste klasse was een strijd tegen de degradatie en op het einde had Slovan slechts 1 punt meer dan degradant Hertha. Dat jaar werd wel de bekerfinale gehaald, grote clubs als Admira Wien, Wiener AC en Wiener AF werden uitgeschakeld. In de finale was Wiener Amateur de tegenstander, het zou de doelpuntenrijkse finale uit de Oostenrijkse geschiedenis worden. Na 90 minuten stond Slovan met 4-3 voor, maar Ferdinand Swatosch scoorde enkele minuten voor affluiten de gelijkmaker zodat er verlengingen kwamen. De Amateuren namen al snel de leiding en het stond 7-4 toen Slovan nog 2 keer kon scoren en terug in de wedstrijd was. Viktor Hierländers haalde de zege uiteindelijk binnen, met een eindstand 8-6.
In 1926 werd de club 6de op 13, het volgende seizoen kon degradatie maar net vermeden worden. Na een 7de plaats in 1928 volgde een degradatie in 1929. In de 2de klasse was er een ware driestrijd tussen Slovan, Brigittenauer AC en Favoritner FC Vorwärts 06 die met 1 punt voorsprong door Slovan gewonnen werd. Terug in de hoogste klasse werd de laatste plaats bereikt maar doordat de competitie van 10 naar 12 clubs ging werd Slovan van degradatie gered. Het was slechts uitstel van executie want het volgende seizoen werd Slovan opnieuw laatste. De onmiddellijke terugkeer lukte dit keer echter niet. In 1935 werd de club wel weer kampioen, maar de 2de klasse was in 2 reeksen opgedeeld en Slovan moest een play-off spelen tegen Favoritner AC en verloor met 3-3, 1-0.

### Verduitsing en laatste optreden in de Staatsliga
Na de Anschluss van Oostenrijk bij het Duitse Rijk werd de club door de nieuwe machthebbers tegengewerkt. Vooral in 1938 werd de club bedreigd, de Gestapo verhinderde verschillende spelers om wedstrijden te spelen zodat Slovan vaak met slechts 6 of 7 spelers aantrad. Voorzitter Alois Janousek die al jaren bij de club was moest samen met andere bestuursleden een stap terugzetten. Ook de naam Slovan was een doorn in het oog van de autoriteiten. Nieuwe voorgestelde namen Eintracht en Germania X werden door het nieuwe bestuur geweigerd en in 1940 werd de naam AC Sparta Wien aangenomen.
Na het einde van de oorlog werd opnieuw de naam Slovan aangenomen. In het eerste seizoen werd Slovan vicekampioen van de 2de klasse, een titel volgde in 1949. Met slechts 2 overwinningen in 24 wedstrijden was Slovan echter kansloos in de Staatsliga. Het volgende seizoen eindigde al even dramatisch en een 2de degradatie op rij volgde.

### Jaren 60 tot nu
In 1966 speelde de club voor de laatste keer in de 2de klasse en speelde nadien geen rol van betekenis meer in het Oostenrijkse voetbal. In 1976 fusioneerde de club met Hütteldorfer AC (opgericht in 1911), hierdoor boette de club wel in aan het Tsjechische karakter van de ploeg. Nog eenmal liet Slovan van zich horen toen de Tsjechoslowaakse voetbalster Antonín Panenka zijn carrière eindigde bij Slovan en hen de titel in 3de klasse schonk in 1983. De promotie werd echter tegengewerkt door de Oostenrijkse voetbalbond omdat er op kunstgras gespeeld werd, wat in die tijd niet was toegelaten voor een 2de klasser.
In 2001 degradeerde de club uit de Wiener Stadtliga naar de Wiener Oberliga A wat gelijk staat met de 5de klasse.

## Andere sporten
Slovan was vroeger ook actief in andere sporten, de vrouwenvolleybalclub werd in de jaren zestig vijf keer landskampioen.

## Erelijst
- ÖFB Pokal
  - Finalist: 1924
- Kampioen 2de klasse
  - 1923, 1930, 1935, 1949